# Gomphichis
Gomphichis је род, из породице орхидеја Orchidaceae. Род има 24 врста пореклом из Коста Рике и из северног дела Јужне Америке.

## Врсте
1. Gomphichis adnata (Ridl.) Schltr.
2. Gomphichis alba F.Lehm. & Kraenzl.
3. Gomphichis altissima Renz
4. Gomphichis bogotensis Renz
5. Gomphichis brachystachys Schltr.
6. Gomphichis caucana Schltr.
7. Gomphichis cladotricha Renz
8. Gomphichis crassilabia Garay
9. Gomphichis cundinamarcae Renz
10. Gomphichis goodyeroides Lindl.
11. Gomphichis gracilis Schltr.
12. Gomphichis hetaerioides Schltr.
13. Gomphichis koehleri Schltr.
14. Gomphichis lancipetala Schltr.
15. Gomphichis longifolia (Rolfe) Schltr.
16. Gomphichis longiscapa (Kraenzl.) Schltr.
17. Gomphichis macbridei C.Schweinf.
18. Gomphichis plantaginea Schltr.
19. Gomphichis plantaginifolia C.Schweinf.
20. Gomphichis scaposa Schltr.
21. Gomphichis steyermarkii Foldats
22. Gomphichis traceyae Rolfe
23. Gomphichis valida Rchb.f
24. Gomphichis viscosa (Rchb.f.) Schltr.